# 1570년

## 연호
- 명(明) 융경(隆慶) 4년
- 일본(日本) 에이로쿠(永禄) 13년 / 겐키(元亀) 원년
- 후 레 왕조(後黎朝) 찐찌(正治) 13년
- 막 왕조(莫朝) 숭캉(崇康) 3년

## 기년
- 류큐(琉球) 쇼겐왕(尚元王) 15년
- 명(明) 목종 융경제(穆宗 隆慶帝) 4년
- 조선(朝鮮) 선조(宣祖) 3년
- 후 레 왕조(後黎朝) 영종(英宗) 14년
- 막 왕조(莫朝) 막머우헙(莫茂洽) 6년

## 사건
- 11월 2일  -  북해에서 발생한 해일이 홀란드에서 유틀란트까지 덮쳐 천 명 이상이 사망하다.

## 사망
- 음력 12월 8일 - 조선의 대성리학자 퇴계 이황
- 조선의 무신 남치근